# Bahnhof Luckau-Uckro
Der Bahnhof Luckau-Uckro (bis 1996 Uckro, in seinen ersten Betriebsjahren Uckro-Luckau) ist ein Bahnhof im Ortsteil Uckro der Stadt Luckau im Süden Brandenburgs. Er liegt an der Berlin-Dresdener Eisenbahn und fungierte als Knotenbahnhof mit der Dahme-Uckroer Eisenbahn und der Niederlausitzer Eisenbahn. Alle drei Bahnstrecken besaßen eigene Stationsgebäude. Diese sind erhalten geblieben, alle drei Gebäude stehen unter Denkmalschutz.

## Lage
Der Bahnhof liegt am Streckenkilometer 76,0 (gezählt von Berlin) der Bahnstrecke Berlin–Dresden westlich des Zentrums des Luckauer Ortsteils Uckro im brandenburgischen Landkreis Dahme-Spreewald. Die Bahnstrecke verläuft hier annähernd in Nord-Süd-Richtung. Die eigentliche Stadt Luckau ist etwa acht Kilometer in östliche Richtung entfernt; die Stadt Dahme/Mark liegt etwa 13 Kilometer westlich. Er liegt östlich am Fuße des mit dem Niederlausitzer Landrücken beginnenden Lausitzer Grenzwalls, einem kleineren Höhenzug, den die Bahnstrecke südlich durchquert.

## Geschichte
Ursprünglichen Planungen hatten eine Streckenführung der Berlin-Dresdener Eisenbahn über die Stadt Dahme vorgesehen, scheiterten jedoch am Widerstand des dortigen Bürgermeisters. Gleiches erzählt man von Luckau. So wurde die Strecke mit einem wegen der Höhenzüge um Uckro größeren Kostenaufwand gebaut. Am 17. Juni 1875 wurde der Bahnhof im Dorf Uckro zusammen mit der Strecke eröffnet. In seinem ersten Betriebsjahren trug er nach der nahegelegenen Stadt Luckau den Doppelnamen Uckro-Luckau. Luckau und Dahme erhielten Postkutschenverbindungen nach Uckro.

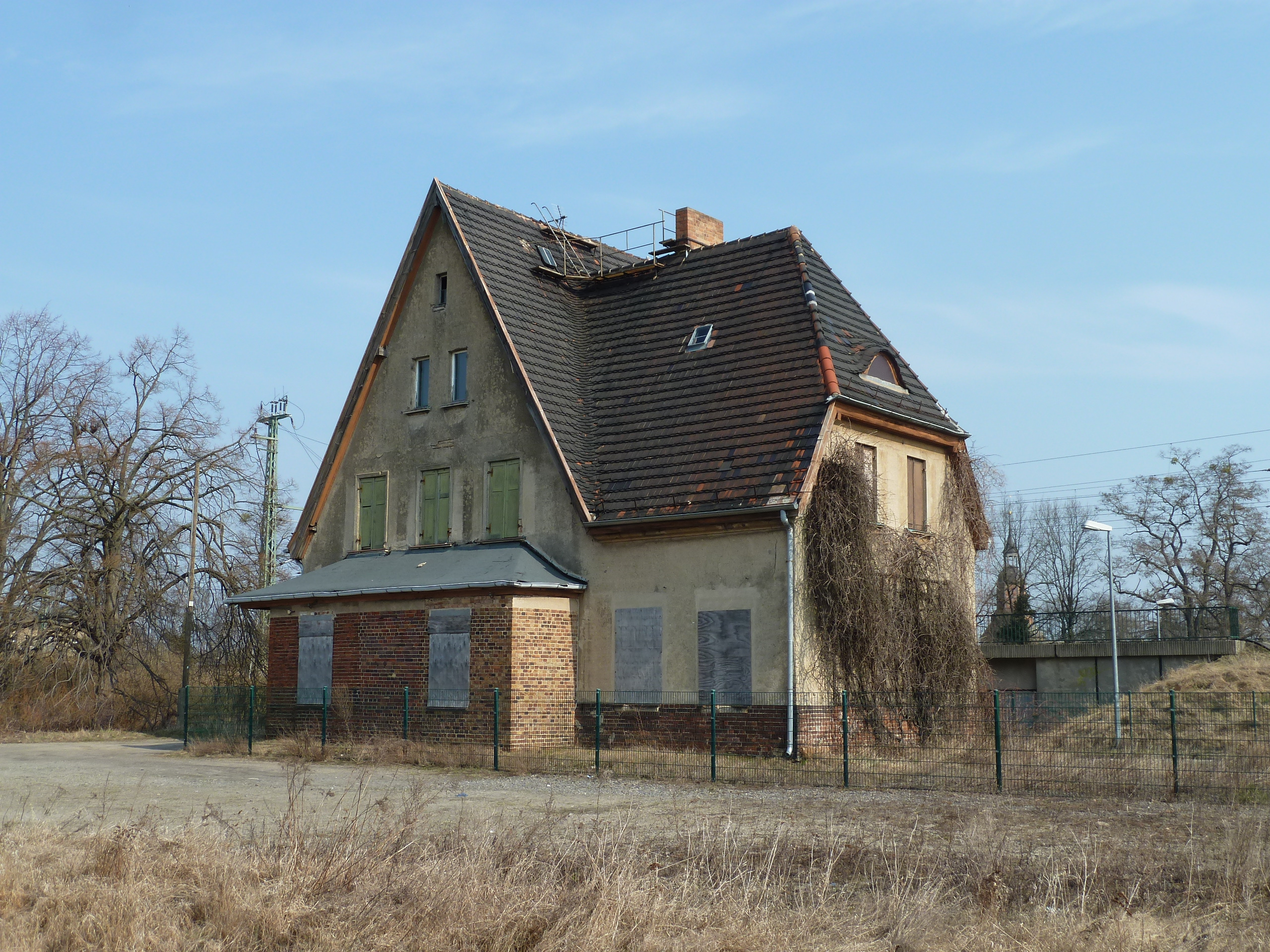
Empfangsgebäude der Dahme-Uckroer-Eisenbahn, im Hintergrund die Anlagen der Staatsbahn

In den folgenden Jahren gab es erneut Planungen für einen Anschluss von Dahme an die Eisenbahn. Ein größeres regelspuriges Netz war in Planung, schließlich reduzierten sich die Aktivitäten auf eine Strecke Dahme – Uckro – Luckau. Nachdem auch die Stadt Luckau verzichtete, gründete sich am 21. Oktober 1884 die Dahme-Uckroer-Eisenbahn AG (DUE). Am 31. Juli 1886 ging die 12,6 Kilometer lange Strecke von Uckro nach Dahme in Betrieb.
In den 1890er-Jahren begannen Planungen für den Bau einer Bahnstrecke von Falkenberg über Uckro, Luckau nach Lübben. Die Niederlausitzer Eisenbahn (NLE) ging zwischen Luckau und Uckro am 20. Dezember 1897 in Betrieb, am 15. März folgte die Verlängerung nach Falkenberg sowie das Teilstück zwischen Lübben und Luckau. Die Strecke überquerte mehrere Kilometer südlich von Uckro die Hauptstrecke, die Niederlausitzer Eisenbahn erhielt einen eigenen Bahnhof östlich der Bahnanlagen der Staatsbahn.
Nach dem Zweiten Weltkrieg wurden beide Privatbahnen von der Deutschen Reichsbahn übernommen. Im Oktober 1953 wurde der Bahnhof Uckro Ausgangspunkt einer der größten Fahndungspannen der Deutschen Volkspolizei der DDR, als fünf junge Männer aus der Tschechoslowakei, die Mašín-Brüder und drei ihrer Freunde, die bis heute entweder als antikommunistische Widerstandskämpfer oder als Kriminelle bezeichnet werden, auf dem Weg nach Westberlin nach einer Schießerei entkommen konnten. Ein Polizist, der örtliche ABV, kam dabei ums Leben. Nur zwei der fünf Flüchtigen wurden anschließend angeschossen gefasst.
Mit der beginnenden Berliner und deutschen Teilung Ende der 1940er Jahre wuchs die Bedeutung des Bahnhofs Uckro. Da die Dresdener Bahn nach West-Berlin führte, wechselten Züge in Uckro von der Hauptstrecke auf die Gleise der Niederlausitzer Eisenbahn, um über Lübben den Ostteil Berlins zu erreichen. Seit 1952 war die Dresdener Bahn über den Berliner Außenring mit Ost-Berlin verbunden. Dennoch wurde der Wechsel zwischen Dresdener Bahn und Niederlausitzer Bahn in Uckro bei Bauarbeiten, für den Güterverkehr oder aus militärischen Gründen zu DDR-Zeiten immer wieder rege genutzt.

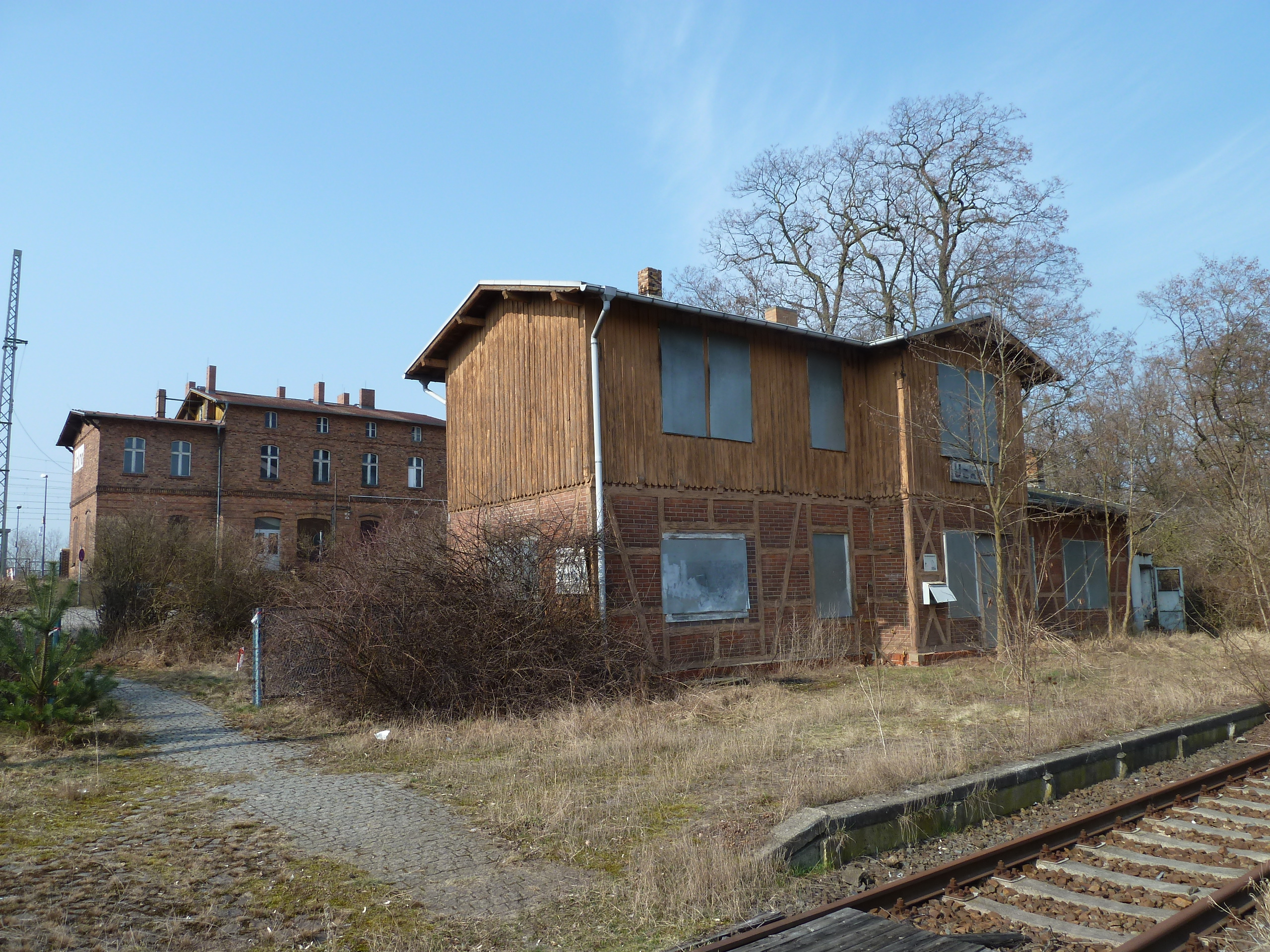
Die Anlagen der Niederlausitzer Eisenbahn sind derzeit außer Betrieb

Am 27. September 1981 wurde der Hauptbahnteil des Bahnhofs Uckro von Süden aus an das elektrische Netz angeschlossen. Der Streckenabschnitt bis Rangsdorf folgte wenig später, und 1983/84 wurde auch der elektrische Betrieb bis Berlin aufgenommen. Der Personenverkehr in Richtung Dahme war bereits am 3. Januar 1968 eingestellt worden. Der Güterverkehr blieb dort bis Anfang der 1990er Jahre in Betrieb, 1993 wurde die Strecke stillgelegt.
Auch die Bedeutung der Niederlausitzer Eisenbahn sank nach der deutschen Wiedervereinigung. Der Güterverkehr wurde deutlich reduziert, die militärischen Gründe für leistungsfähige Umfahrungsstrecken waren nicht mehr vorhanden und im Personenverkehr wuchs die Konkurrenz durch das Auto. Im Februar 1995 wurde der Abschnitt zwischen Uckro und Luckau wegen des schlechten Gleiszustands gesperrt und der reguläre Personenverkehr nicht mehr aufgenommen. Zum 27. Mai 1995 wurde der Personenverkehr zwischen Uckro und Herzberg (Elster) vom Land Brandenburg abbestellt. Ein Jahr später endete am 1. Juni 1996 auch der Personenverkehr zwischen Luckau und Lübben, wodurch die Stadt Luckau ihren Eisenbahnanschluss verlor. Zeitgleich benannte man aber den Bahnhof Uckro in Luckau-Uckro um. Der Ort Uckro wurde erst 2002 in die Stadt Luckau eingemeindet.
Im Jahre 1998 übernahm die Deutsche Regionaleisenbahn die Strecke der Niederlausitzer Eisenbahn. Bis 2008 führte sie noch sporadischen saisonalen Verkehr durch. Seitdem wird die Strecke und der entsprechende Bahnhofsteil in Uckro nicht mehr genutzt, ist aber nicht formell stillgelegt.
Bis 2013 erfolgte ein Umbau des Bahnhofsvorplatzes. Hierbei wurden eine neue Bushaltestelle, 55 Park&Ride-Plätze sowie eine überdachte Fahrradanlage errichtet. Die Kosten betrugen 580.000 Euro. Zu Ostern 2013 wurde der neu gestaltete Bahnhofsvorplatz eingeweiht.
Das Bahnhofsgebäude der Berlin-Dresdener Eisenbahn sollte im Frühjahr 2013 versteigert werden.

## Anlagen

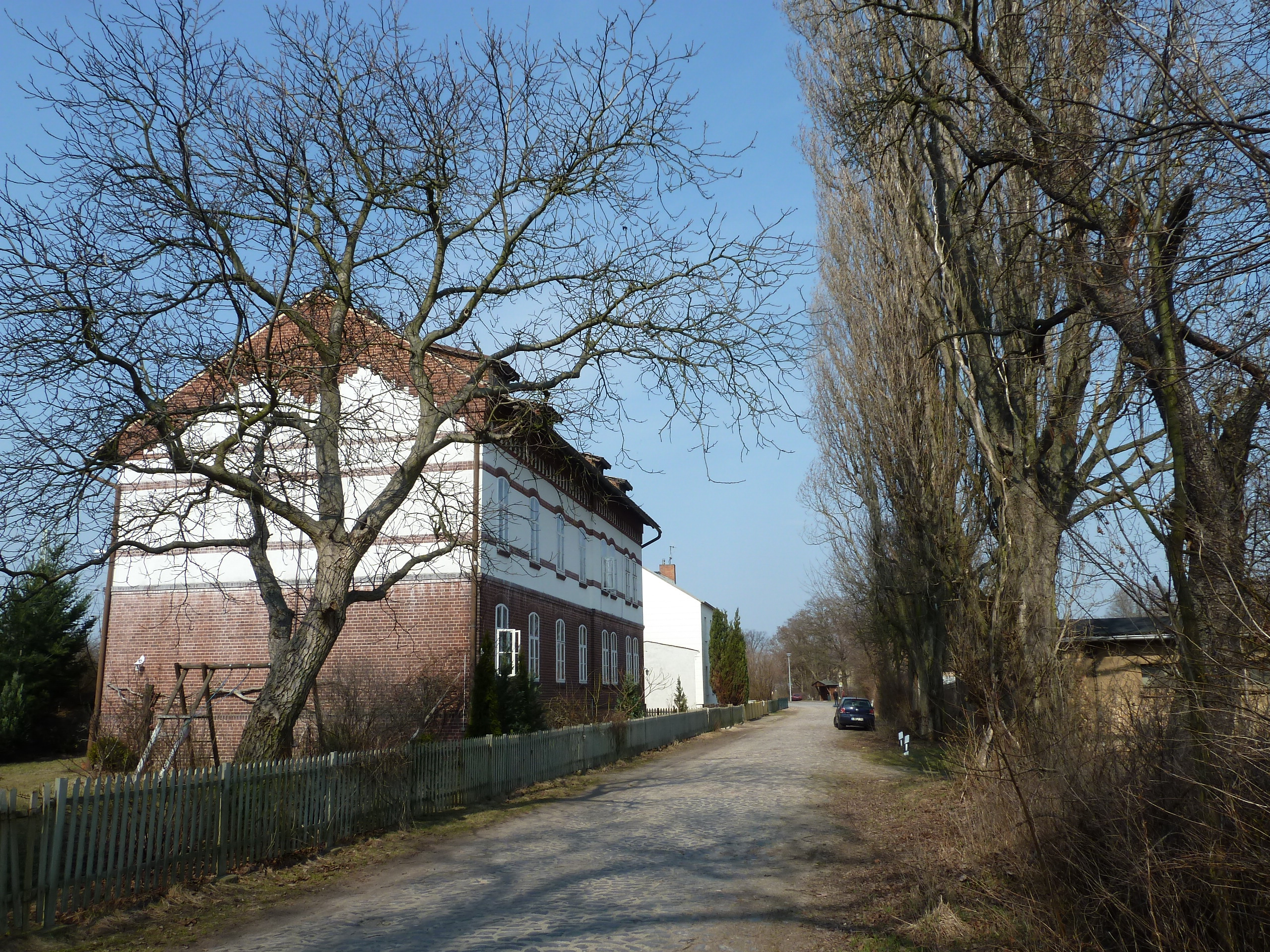
Denkmalgeschütztes Eisenbahnerwohnhaus

Die Bahnhofsanlage besteht aus drei nebeneinanderliegenden unabhängigen Bahnhöfen. Während sie in öffentlichen Fahrplänen allgemein alle als Uckro bezeichnet wurden, gab es betriebsintern für die Bahnhöfe der DUE und der NLE die Namen Uckro West bzw. Uckro Süd. Die Anlagen der Berlin-Dresdener Eisenbahn liegen etwas über dem Niveau des umliegenden Geländes. Die Gleisanlagen bestehen aus zwei Durchgangsgleisen und zwei außenliegenden Bahnsteiggleisen mit Außenbahnsteigen. Ein Tunnel verbindet beide Bahnsteige. Das Empfangsgebäude liegt östlich der Gleise, daran schließt sich der gepflasterte Bahnhofsvorplatz an. Auf der anderen Seite des Vorplatzes befindet sich das Empfangsgebäude und anschließend die Gleisanlagen der Niederlausitzer Eisenbahn. Die Anlagen der Dahme-Uckroer-Eisenbahn lagen auf der anderen Seite der Hauptbahn. Die Gleise dieser Bahn sind abgebaut. Der gesamte „Bahnhofskomplex Uckro“ mit dem „Bahnhofsempfangsgebäude der Strecke Berlin-Dresden einschließlich Bahnhofsvorplatz, Bahnhofsempfangsgebäude der Niederlausitzer Eisenbahn, Bahnhofsempfangsgebäude der Strecke Dahme-Uckro mit Toilettenhaus“ steht unter Denkmalschutz. Zum Komplex gehört auch ein „Wohnhaus für Bahnpersonal mit Stallgebäude (Nr. 5)“ südlich des Bahnhofsvorplatzes.
Die Gleisanlagen der beiden privaten Bahnen waren wenig umfangreich, da sich der betriebliche Mittelpunkt beider Strecken nicht in Uckro, sondern in Dahme bzw. Luckau befand. Die DUE verfügte nur über zwei Gleise am Empfangsgebäude; die NLE über fünf Gleise mit Ladestraße. Südlich des Personenverkehrsanlagen liegen die Verbindungsgleise von der Hauptbahn zu den Nebenbahn und die früheren Güterverkehrsanlagen der Hauptbahn.

## Verkehr

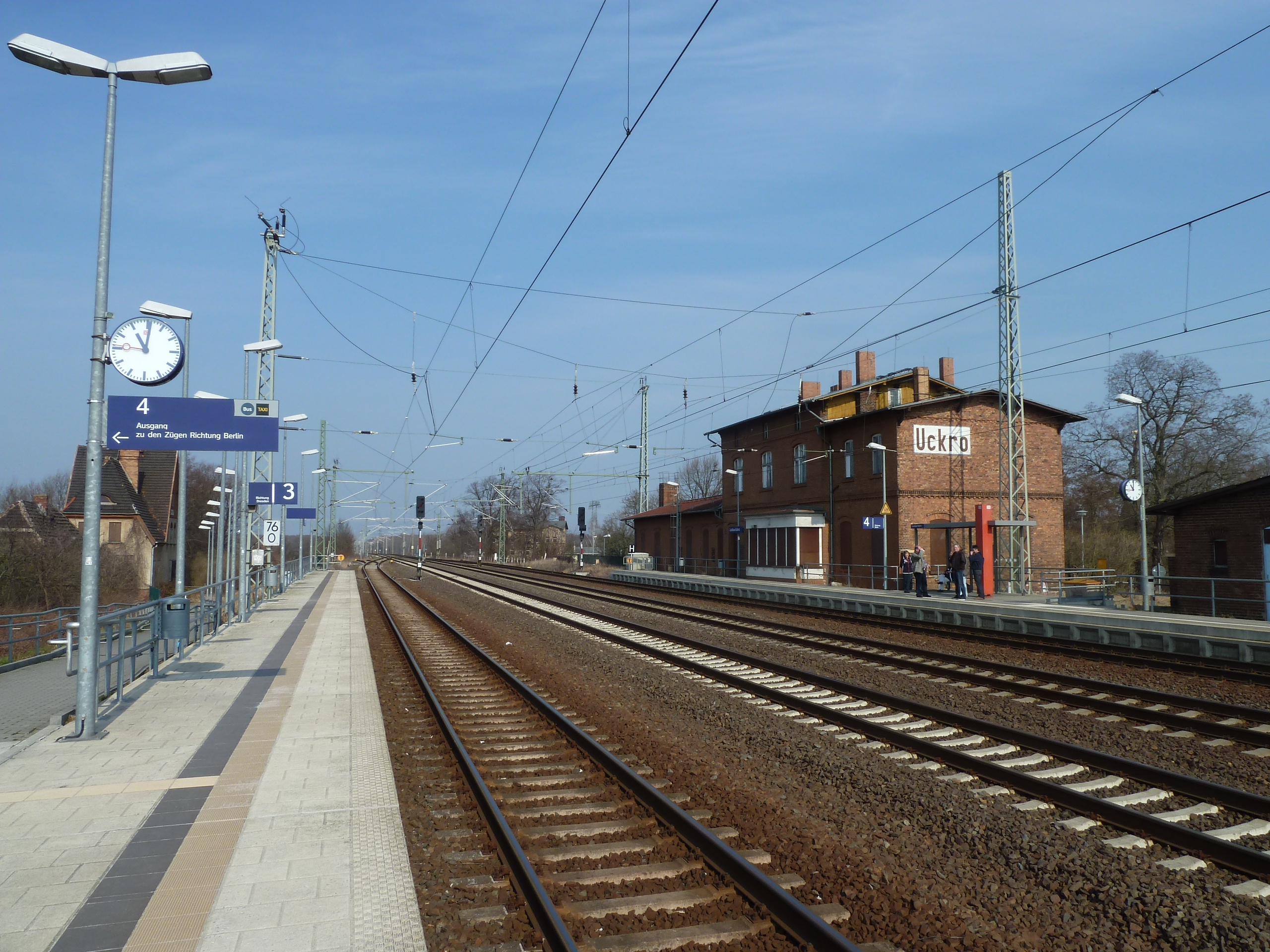
Bahnsteige an der Hauptbahn. Das Gebäude der DUE links im Hintergrund, die Anlagen der NLE rechts nicht im Bild.

Seit der Trennung des schnellen und des langsamen Personenverkehrs Ende des 19. Jahrhunderts war Uckro meist nur von Personenzügen bedient worden, Schnell- und Eilzüge hielten dort nur selten. Auf der Hauptbahn hielten 1939 täglich vier Personenzug- und ein Eilzugpaar; hinzu kamen je zwei Personenzüge und ein Eilzugpaar an Wochenenden. In Richtung Süden hielt damals auch ein Schnellzug von Berlin nach Chemnitz im Bahnhof. Auf der NLE fuhren damals drei Zugpaare in Richtung Falkenberg und acht in Richtung Luckau. Auf der Strecke nach Dahme fuhren damals vier Personenzug- und drei von der Bahngesellschaft angebotenen Busse. Auch nach dem Zweiten Weltkrieg war das Angebot ähnlich. 1960 fuhren auf der Hauptbahn vier Personenzugpaare mit Halt in Uckro, Schnellzüge hielten dort nicht. Auf der NLE war das Angebot identisch zu dem von 1939, nach Dahme fuhren sechs (sonntags fünf Zugpaare). Mit Ausnahme der Ausdünnung und späteren Einstellung des Verkehrs nach Dahme blieb das Angebot bis in die 1990er Jahre auf ähnlichem Niveau.
Heute wird Uckro im Zweistundentakt von der Regional-Express-Linie RE 8 bedient. Die Züge fahren von Berlin nach Uckro und weiter über Doberlug-Kirchhain nach Elsterwerda. Wochentags fahren zusätzlich zu diesen im Berufsverkehr einzelne Züge der Linie von Berlin über Uckro nach Finsterwalde.
Mit Wiederinbetriebnahme des Berliner Abschnittes der Dresdner Bahn soll die zweigeteilte Linie RE 8 vereinigt werden und die Züge über Berlin hinaus bis nach Wismar fahren. Dies ist aktuell zum Fahrplanwechsel 2026 geplant.
| Linie                    | Linienverlauf                                                                            | Linienverlauf                    | Takt (min)   | EVU  |
| ------------------------ | ---------------------------------------------------------------------------------------- | -------------------------------- | ------------ | ---- |
| RE 8                     | Berlin Hbf – Berlin Südkreuz – Blankenfelde – Zossen – Klasdorf Glashütte – Luckau-Uckro | Doberlug-Kirchhain – Elsterwerda | 120 60 (HVZ) | ODEG |
| RE 8                     | Berlin Hbf – Berlin Südkreuz – Blankenfelde – Zossen – Klasdorf Glashütte – Luckau-Uckro | Finsterwalde (Niederlausitz)     | 120 60 (HVZ) | ODEG |
| Stand: 15. Dezember 2024 |                                                                                          |                                  |              |      |

Am Bahnhof halten zudem Busse der kreiseigenen Verkehrsbetriebe Regionale Verkehrsgesellschaft Dahme-Spreewald.